# Entre tinieblas
Entre tinieblas es una película española del director Pedro Almodóvar de 1983. En ella, se adentra en el mundo de la religión y de su relación con la realidad en la rápidamente cambiante España de los años 1980.

## Sinopsis
Yolanda es una cantante, tras presenciar la repentina muerte de su novio por una sobredosis, decide recuperarse reflexionando un tiempo en la supuesta paz de un muy particular convento. Allí descubrirá atónita las adicciones y pasiones de las gentiles y excéntricas monjas.
El enclaustro resultará ser un mundo de trama donde la mismísima madre superiora (Julieta Serrano) ha sido una ferviente admiradora de Yolanda, quien será una experiencia en la vida de la religiosa, al igual que las otras redimidas damas que han pasado por la caridad del convento.
Las "Redentoras humilladas", que así se llama la orden a la que pertenecen las monjas del convento, está en un periodo de crisis económica, agravada por la agonía de la madre general y por la negación de la madre millonaria (Mary Carrillo) de una antigua redimida a financiarles con la renta de su marido antes de su muerte.
Una vez en el convento, Yolanda (Cristina Sánchez Pascual), se da cuenta de que las hermanas redimidas, tienen nombres estrambóticos como; sor Rata de Callejón (Chus Lampreave), sor Perdida (Carmen Maura), sor Estiércol (Marisa Paredes) y sor Víbora (Lina Canalejas) (Según la superiora, para que se den cuenta de que el hombre, el ser más despreciable de la creación, no se salvaría nunca). Pero todavía más sorprendente resulta su cada vez mayor indulgencia en la penitencia y en la vida de clausura. 
Aparentemente, el aburrimiento, la curiosidad por el mundo exterior y los problemas económicos de la congregación, antaño llena de asesinas y prostitutas, hacen que cada redimida haya buscado su propia válvula de escape para hacer más llevadera la vida de la clausura. Mientras la superiora es heroinómana, sor Estiércol se autolesiona y suele cocinar tartas, estando dopada con LSD con las consiguientes alucinaciones (en este caso, divinas). Sor Perdida, tiene como pasatiempo entretener a un tigre que en su tiempo, trajeron al convento, y que vive encerrado en el claustro. Sor Rata de Callejón, por su parte, se entretiene escribiendo libros sensacionalistas bajo el pseudónimo de Concha Torres, siendo editados por su hermana (Eva Siva). Mientras tanto, sor Víbora, es aficionada a la costura y diseña varios modelos (algunos de los cuales pueden resultar vanguardistas) para los iconos religiosos del convento.
Yolanda, la protagonista, al entrar en el convento, es recluida en la habitación de Virginia, una antigua redimida hija de un rico marqués, que había marchado a África para trabajar en las misiones, pero que encuentra la muerte siendo comida por caníbales. Yolanda, va descubriendo, a veces con miedo, la enorme admiración que la superiora tiene hacia ella, y al mismo tiempo entabla una fuerte amistad con otras monjas como sor Rata. Consciente del hundimiento de su vida, la protagonista se decide a escapar del mundo de las drogas, reto al que la madre superiora también trata de enfrentarse. En el caso de Yolanda, esta consigue vencer la adicción, pero la superiora, no es capaz de soportarlo y muestra su naturaleza pecadora.
Un día, llega una carta desde las misiones desde África, que da información privilegiada acerca de un hijo que tuvo Virginia, la antigua monja del convento, antes de morir. La madre superiora intenta chantajear a la marquesa para conseguir financiación para el convento a cambio de la carta, pero fracasa en su intento. Más tarde, visita a la traficante que le suministra drogas y ácidos, decidiéndose muy a su pesar, a conseguir dinero para la creación de su propia congregación mediante el tráfico de drogas.
Para demostrar que todavía no habían decaído en su empeño para sacar el convento adelante, se hace una gran fiesta con motivo del Santo de la madre superiora, a la que están invitadas la nueva madre general y la marquesa. La marquesa, conoció a Yolanda y le cuenta la historia personal de su hija. Yolanda se hace con la carta entrando en el despacho de la superiora, y le pide a sor Rata que se le entregue a la marquesa pasando desapercibida. En la fiesta, después de haber cantado, Yolanda se va con sor Rata a la casa de la marquesa, que se muestra agradecida por haberles hecho llegar la carta. La superiora, al entrar en su celda y descubrir la marcha de la protagonista, da un grito de dolor y la película acaba con una última escena de ella destrozada y siendo consolada por sor Estiércol, su fiel compañera.

## Reparto
- Cristina Sánchez Pascual - Yolanda
- Julieta Serrano - Madre Superiora
- Chus Lampreave - Sor Rata de callejón
- Marisa Paredes - Sor Estiércol
- Carmen Maura - Sor Perdida
- Lina Canalejas - Sor Víbora
- Mary Carrillo - Marquesa
- Cecilia Roth - Merche
- Berta Riaza - Nueva Madre general
- Manuel Zarzo - Capellán
- Eva Siva - Antonia, hermana de Sor Rata
- Will More - Jorge

## Contexto
Cuando esta película fue filmada, España se encontraba en un período muy contradictorio tanto económica como culturalmente. El país acababa de salir del Franquismo, un régimen que tenía como una de sus características principales el catolicismo extremo. Este catolicismo fue plasmado en el área cinematográfica; de hecho el régimen de Franco apoyó el rodaje de películas de temática cristiana como Marcelino pan y vino. Era una época en la cual la moralidad de la Iglesia Católica estaba dada por supuesta y nadie se atrevía a cuestionarla.
En esta película, Almodóvar se atrevió a romper con esa tónica planteando los problemas de corrupción moral que podía haber en el seno de la iglesia. De este modo, vemos a la madre superiora, uno de los personajes principales, mezclando lo humano con lo divino de manera casi demencial, pues su enorme devoción es acompañada por su adicción a las drogas y la admiración hacia personalidades que han tenido cierta relación con ellas o que han estado en contacto con otros pecados. Por el otro lado, vemos cómo Yolanda se decide a acabar (y consigue acabar) con sus adicciones a pesar de estar viviendo refugiada en un convento en el que no podía huir de las drogas debido a los vicios de la ya citada madre superiora.

## Localización de rodaje
La película se rodó en parte en Madrid.

## Banda musical
Destaca la canción "Encadenados", bolero mexicano de Carlos Arturo Briz Bremauntz interpretado por Lucho Gatica.[cita requerida]

## Versión teatral
En 1992 fue llevada al teatro de la mano de Fermín Cabal. Al igual que la película del director manchego, el reparto cuenta sólo con mujeres que viven en un convento en el que, más que rezos y recogimiento, hay sexo, drogas, amor, hijos naturales, misterios y asesinatos. Las monjas son, en esta ocasión, Gloria Muñoz, Beatriz Carvajal, Julia Martínez, Rossy de Palma, Pilar Ruiz, Flavia Zarzo, Carmen Losa y Amelia del Valle.

## Premios y nominaciones
Premios Fotogramas de Plata - 1984
| Categoría            | Nominada        | Resultado |
| -------------------- | --------------- | --------- |
| Mejor Actriz de Cine | Julieta Serrano | Nominada  |

Premio Sant Jordi de Cinematografía - 1984
| Categoría             | Nominada        | Resultado |
| --------------------- | --------------- | --------- |
| Mejor Actriz Española | Julieta Serrano | Ganadora  |

Premios Guía del Ocio - 1983
| Categoría                        | Nominada       | Resultado |
| -------------------------------- | -------------- | --------- |
| Bronce a Mejor Actriz de reparto | Chus Lampreave | Ganadora  |

## Festivales
•	Festival Internacional de Cine de Miami (EE. UU.), 2012 	
•	¡VIVA! 12th Spanish & Latin American Film Festival  (Reino Unido), 2006 
•	Ciclo de Cine Español en el Festival de Cine de Taipéi (Taiwán), 2004
•	Ciclo de Cine Español en la Filmoteca Austriaca (Austria), 2004 
•	Retrospectiva de Pedro Almodóvar en la Cineteca en Milán (Italia), 2003
•	Festival OUTFEST (EE. UU.), 2002
•	Festival Internacional de Cine de Venecia, Sección Venezia Giorno (no competitiva), 1983